# Elisabeth Gassner
Maria Elisabeth Gassner, född Ebnerin 9 april 1742 i Wiblingen, död 16 juli 1788 i Oberdischingen, var en känd tysk svindlare och tjuv, känd som "Svarta Lisa".  
Hon var dotter till soldaten John Ebner. Hennes föräldrar levde som lösdrivare. Hon gifte sig 1770 med John Gassner.